# Cruz del Eje (kommunhuvudort i Argentina)
Cruz del Eje är en kommunhuvudort i Argentina.   Den ligger i provinsen Córdoba, i den centrala delen av landet, 700 km nordväst om huvudstaden Buenos Aires. Cruz del Eje ligger 465 meter över havet och antalet invånare är 28 166.
Terrängen runt Cruz del Eje är huvudsakligen platt. Cruz del Eje ligger nere i en dal. Det finns inga andra samhällen i närheten.
Omgivningarna runt Cruz del Eje är i huvudsak ett öppet busklandskap. Runt Cruz del Eje är det glesbefolkat, med 10 invånare per kvadratkilometer.